# Julia Garner
Julia Garner (Bronx, 1994. február 1. –) Golden Globe- és háromszoros Primetime Emmy-díjas amerikai színésznő. Legismertebb szerepe Ruth Langmore a Netflix Ozark című bűnügyi sorozatában, 2017 óta. Alakítását dicsérték a kritikusok és sok fontosabb díjat el is nyert vele. 

## Gyermekkora és családja
New York Bronx kerületének Riverdale városrészében született, zsidó családba. Édesanyja, az izraeli származású Tami Gingold terapeuta, aki hazájában népszerű humorista is volt. Édesapja, Thomas Garner festő és művészettanár Ohióból származik. Juliának egy testvére van, a nála három évvel idősebb Anna, aki tanárnő lett.
Julia tizenöt évesen kezdett színművészettel foglalkozni, a hobbival eredetileg félénkségén szeretett volna enyhíteni.

## Magánélete
2019 decemberében házasodott össze Mark Foster énekessel, a Foster the People zenekar frontemberével.

## Filmográfia

### Film
| Év   | Magyar cím                        | Eredeti cím                      | Szerep                   | Magyar hang        |
| ---- | --------------------------------- | -------------------------------- | ------------------------ | ------------------ |
| 2011 | Martha Marcy May Marlene          | Martha Marcy May Marlene         | Sarah                    |                    |
| 2012 | Szeplőtelen fogantatás            | Electrick Children               | Rachel McKnight          | Pekár Adrienn      |
| 2012 | Egy különc srác feljegyzései      | The Perks of Being a Wallflower  | Susan                    |                    |
| 2012 |                                   | Not Fade Away                    | lány az autóban          |                    |
| 2013 | Vagyunk, akik vagyunk             | We Are What We Are               | Rose Parker              |                    |
| 2013 | Az utolsó ördögűzés 2.            | The Last Exorcism Part II        | Gwen                     |                    |
| 2013 |                                   | Hair Brained                     | Shauna Holder            |                    |
| 2014 |                                   | I Believe in Unicorns            | Cassidy                  |                    |
| 2014 | Sin City: Ölni tudnál érte        | Sin City: A Dame to Kill For     | Marcie                   | Gáspár Kata        |
| 2015 | Nagyi                             | Grandma                          | Sage                     | Törőcsik Franciska |
| 2016 | Stréberek                         | Good Kids                        | Tinsley                  | Andrusko Marcella  |
| 2017 |                                   | Tomato Red                       | Jamalee Merridew         |                    |
| 2017 | Fülledt nyár                      | One Percent More Humid           | Catherine                | Andrusko Marcella  |
| 2017 |                                   | Everything Beautiful Is Far Away | Rola                     |                    |
| 2019 | Az asszisztens                    | The Assistant                    | Jane                     |                    |
| 2023 |                                   | The Royal Hotel                  | Jane                     |                    |
| 2025 | Farkasember                       | Wolf Man                         | Charlotte Lovell         | Staub Viktória     |
| 2025 | A Fantasztikus 4-es: Első lépések | The Fantastic Four: First Steps  | Shalla-Bal / Ezüst Utazó | Antóci Dorottya    |
| 2025 | Fegyverek                         | Weapons                          | Justine Gandy            | Kókai Tünde        |

Rövidfilmek
- The Dreamer (2010) – lány a járdán
- One Thousand Cranes (2010) – Dorian
- Our Time (2011) – Kaya
- Mac & Cheese (2011) – Mary Katherine Brown
- Get Ready (2014) – ismeretlen szerep
- Send (2014) – lány

### Televízió

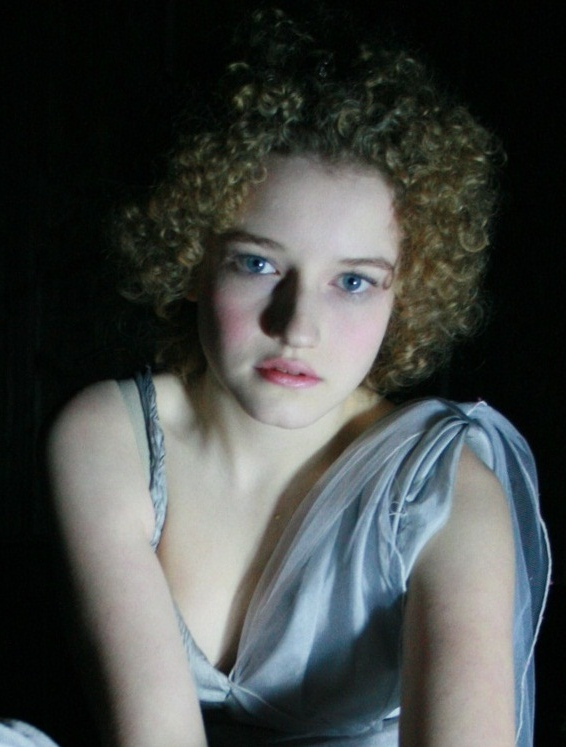
2009 februárjában

| Év        | Magyar cím                | Eredeti cím    | Szerep                | Megjegyzések                                  |
| --------- | ------------------------- | -------------- | --------------------- | --------------------------------------------- |
| 2015–2018 | Foglalkozásuk: amerikai   | The Americans  | Kimberly Breland      | visszatérő szereplő (10 epizód)               |
| 2016      | Csajok                    | Girls          | Charlie szobatársa    | 1 epizód                                      |
| 2016–2017 |                           | The Get Down   | Claudia Gunns         | 2 epizód                                      |
| 2017–2022 | Ozark                     | Ozark          | Ruth Langmore         | főszereplő                                    |
| 2018      | Waco                      | Waco           | Michelle Jones        | minisorozat (6 epizód)                        |
| 2018      | A mániákus                | Maniac         | Ellie Landsberg       | minisorozat (5 epizód)                        |
| 2018–2019 | Aljas John                | Dirty John     | Terra Newell          | főszereplő (6 epizód)                         |
| 2019      | Modern szerelem           | Modern Love    | Maddy                 | 2 epizód                                      |
| 2020      | Robotcsirke               | Robot Chicken  | több szereplő hangja  | 1 epizód                                      |
| 2022      | Az örökösnő álarca mögött | Inventing Anna | Anna (Sorokin) Delvey | - főszereplő - magyar hangja: - Rudolf Szonja |

## Díjak és jelölések
| Év   | Díj                               | Kategória                                                       | Jelölt mű                | Eredmény |
| ---- | --------------------------------- | --------------------------------------------------------------- | ------------------------ | -------- |
| 2011 | Gotham-díj                        | legjobb szereplőgárda                                           | Martha Marcy May Marlene | Jelölve  |
| 2013 | Fantastic Fest                    | legjobb női főszereplő (horrorfilm)                             | Vagyunk, akik vagyunk    | Elnyerte |
| 2014 | Fangoria Chainsaw Awards          | legjobb női mellékszereplő                                      | Vagyunk, akik vagyunk    | Jelölve  |
| 2018 | Screen Actors Guild-díj           | legjobb színésznő (drámasorozat)                                | Ozark                    | Jelölve  |
| 2018 | Screen Actors Guild-díj           | legjobb szereplőgárda (drámasorozat)                            | Ozark                    | Jelölve  |
| 2018 | Critics' Choice Television Awards | legjobb női mellékszereplő (drámasorozat)                       | Ozark                    | Jelölve  |
| 2018 | Critics' Choice Television Awards | legjobb női mellékszereplő (tévéfilm vagy minisorozat)          | Aljas John               | Jelölve  |
| 2019 | Gold Derby Television Awards      | legjobb női mellékszereplő (drámasorozat)                       | Ozark                    | Jelölve  |
| 2019 | Primetime Emmy-díj                | legjobb női mellékszereplő (drámasorozat)                       | Ozark                    | Elnyerte |
| 2020 | Primetime Emmy-díj                | legjobb női mellékszereplő (drámasorozat)                       | Ozark                    | Elnyerte |
| 2022 | Primetime Emmy-díj                | legjobb női mellékszereplő (drámasorozat)                       | Ozark                    | Elnyerte |
| 2023 | Golden Globe-díj                  | legjobb női mellékszereplő (vígjáték/musical vagy drámasorozat) | Ozark                    | Elnyerte |

## Fordítás
- Ez a szócikk részben vagy egészben  a   Julia Garner című angol Wikipédia-szócikk fordításán alapul.  Az eredeti cikk szerkesztőit annak laptörténete sorolja fel. Ez a jelzés csupán a megfogalmazás eredetét és a szerzői jogokat jelzi, nem szolgál a cikkben szereplő információk forrásmegjelöléseként.